# Udinia ikoyensis
Udinia ikoyensis är en insektsart som beskrevs av Hanford 1974. Udinia ikoyensis ingår i släktet Udinia och familjen skålsköldlöss.
Artens utbredningsområde är Gabon. Inga underarter finns listade i Catalogue of Life.